# Dos Fołk
Dos Fołk (jid. Lud lub Naród) – żydowskie czasopismo o charakterze nieperiodycznym, ukazujące się na ziemiach polskich i w II Rzeczypospolitej w latach 1917–1922, a także w 1925 i 1930 r. Gazeta była organem partii fołkistowskiej.